# Zádor-híd
A Zádor-híd Karcagtól északkeletre, a Pest–Szolnok–Debrecen közötti egykori postaút mentén található műemlék, a Zádor-híd és Környéke Természetvédelmi Terület része. Közlekedési szerepét elvesztette.

## Története
A 19. századi árvízszabályozások előtt a Zádor-ér folyt ezen a helyen, a környék pedig mocsaras volt. 1804-ben Karcag városa a folyamatos, vízjárástól független közlekedési lehetőség biztosítására állandó kőhíd létesítését határozta el. Az eredetileg kilenclyukú híd 1806–09 között épült Bedekovics Lőrinc mérnök tervei alapján.

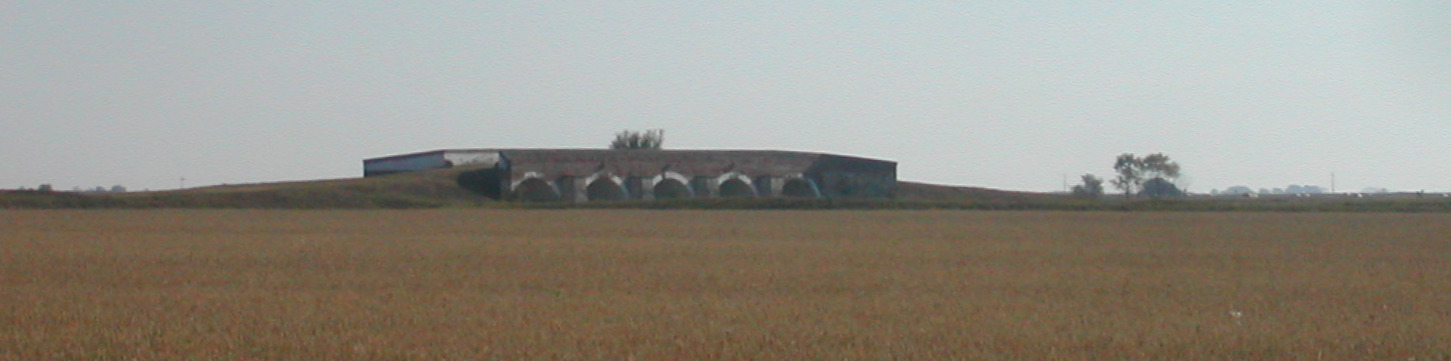
Zádor-híd